# 1892 en sociologie
| Années de la sociologie : 1889 - 1890 - 1891 - 1892 - 1893 - 1894 - 1895    |
| Décennies de la sociologie : 1860 - 1870 - 1880 - 1890 - 1900 - 1910 - 1920 |

Cet article présente les événements de l'année 1892 dans le domaine de la sociologie.

## Publications

### Livres
- Jean Bourdeau, Le Socialisme allemand et le nihilisme russe
- Émile Durkheim, La contribution de Montesquieu à la constitution de la science sociale
- Charlotte Perkins Gilman, Le Papier peint jaune
- Georg Simmel, Die Probleme der Geschichtsphilosophie (3e éd. en 1907) [Les problèmes de la philosophie de l'histoire]

### Articles
- Émile Durkheim, « La famille conjugale », Revue philosophique, 90, 1921, pp. 2 à 14.
- Émile Durkheim, La contribution de Montesquieu à la constitution de la science sociale [1]
- Jean Bourdeau, Le Socialisme allemand et le nihilisme russe [2]

## Naissances
- Walter Benjamin, philosophe, historien de l'art, critique littéraire, critique d'art et traducteur allemand.
- Chen Da, sociologue chinois.
- Arnold Hauser, historien de l’art, philosophe, sociologue, professeur d'université hongrois.
- Friedrich Maria Illert, sociologue, archiviste, bibliothécaire et historien allemand.
- Helmuth Plessner, philosophe et sociologue allemand.
- Gottfried Salomon, sociologue allemand.
- Robert Staughton Lynd (en) (mort en 1970), sociologue américain.

## Autres
- Albion Small devient directeur du 1er département de sociologie. Deviendra par la suite l'École de Chicago (sociologie).